# Itame plana
Itame plana là một loài bướm đêm trong họ Geometridae.